# Ouratea deccrescens
Ouratea deccrescens là một loài thực vật có hoa trong họ Ochnaceae. Loài này được (Tiegh.) A. Chev. mô tả khoa học đầu tiên năm 1920.